# Südliche Taurach
Die Südliche Taurach (auch Lungauer Taurach) ist ein linker Nebenfluss der Mur und fließt quer durch den Lungau. Sie ist einer der zwei Taurach genannten Flüsse, die beide in der Nähe des Radstädter Tauernpasses entspringen, aber in entgegengesetzte Richtungen entwässern. Die beiden Täler, die vom Tauernpass herunterziehen, werden ebenfalls beide Taurachtal genannt. Gemeinsam verbinden sie das Ennstal mit dem Murtal in Nord-Süd-Richtung.
Die Südliche Taurach entspringt in der Nähe von Obertauern am (Radstädter) Tauernpass und fließt durch den Twenger Talpass. Im Tennfall tritt sie in das äußere Taurachtal und nimmt von rechts den Lantschfeldbach auf. Dann läuft sie über Tweng südwärts nach Mauterndorf, wo sie in das Tamsweger Becken eintritt, das sie nun ostwärts durchquert. Sie nimmt links bei Mariapfarr die Lonka (auch Longa) aus dem Weißpriachtal, bei Lintsching die Lignitz (Lignitzbach), bei St. Andrä den Göriachbach und zwischen Haslach (St. Andrä) und Wölting den Lessachbach auf. Bei Tamsweg mündet sie schließlich in die Mur. Die Südliche Taurach ist ungefähr 32 km lang.
Der Fluss wurde um das Jahr 1130 („iuxta Tůrah sursum“) erstmals urkundlich erwähnt. Der Name leitet sich möglicherweise von einem althochdeutschen Bergnamen *Tūr(o) ab oder von einem keltischen Flussnamen *Dūra mit der Bedeutung „rasch hin und her bewegen, schütteln“. Die Südliche Taurach ist auch Namensgeber der Museumsbahn Taurachbahn, die den Fluss auf den letzten Kilometern begleitet.

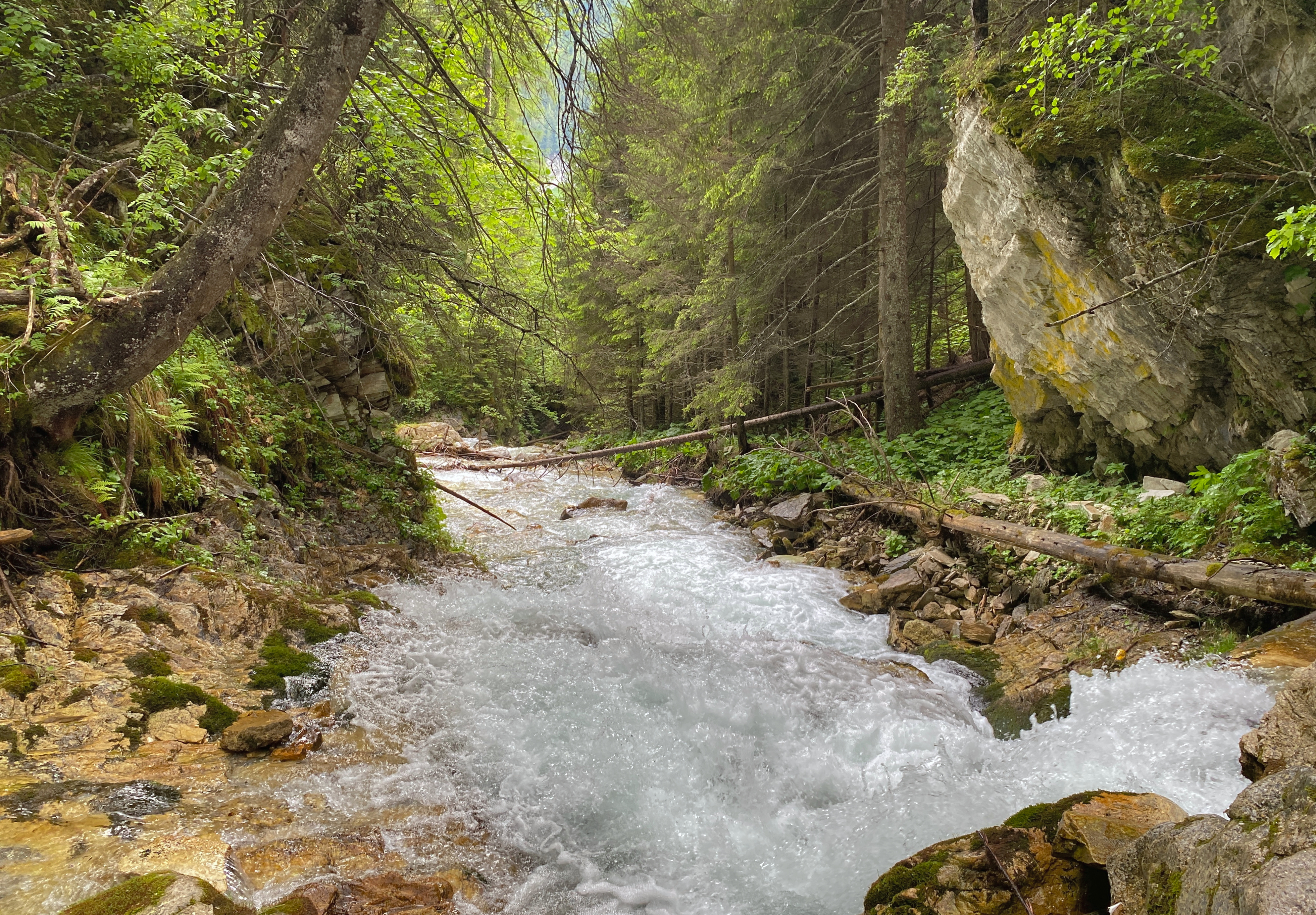
Südliche Taurach in Tweng
- Video der Südlichen Taurach in Tweng
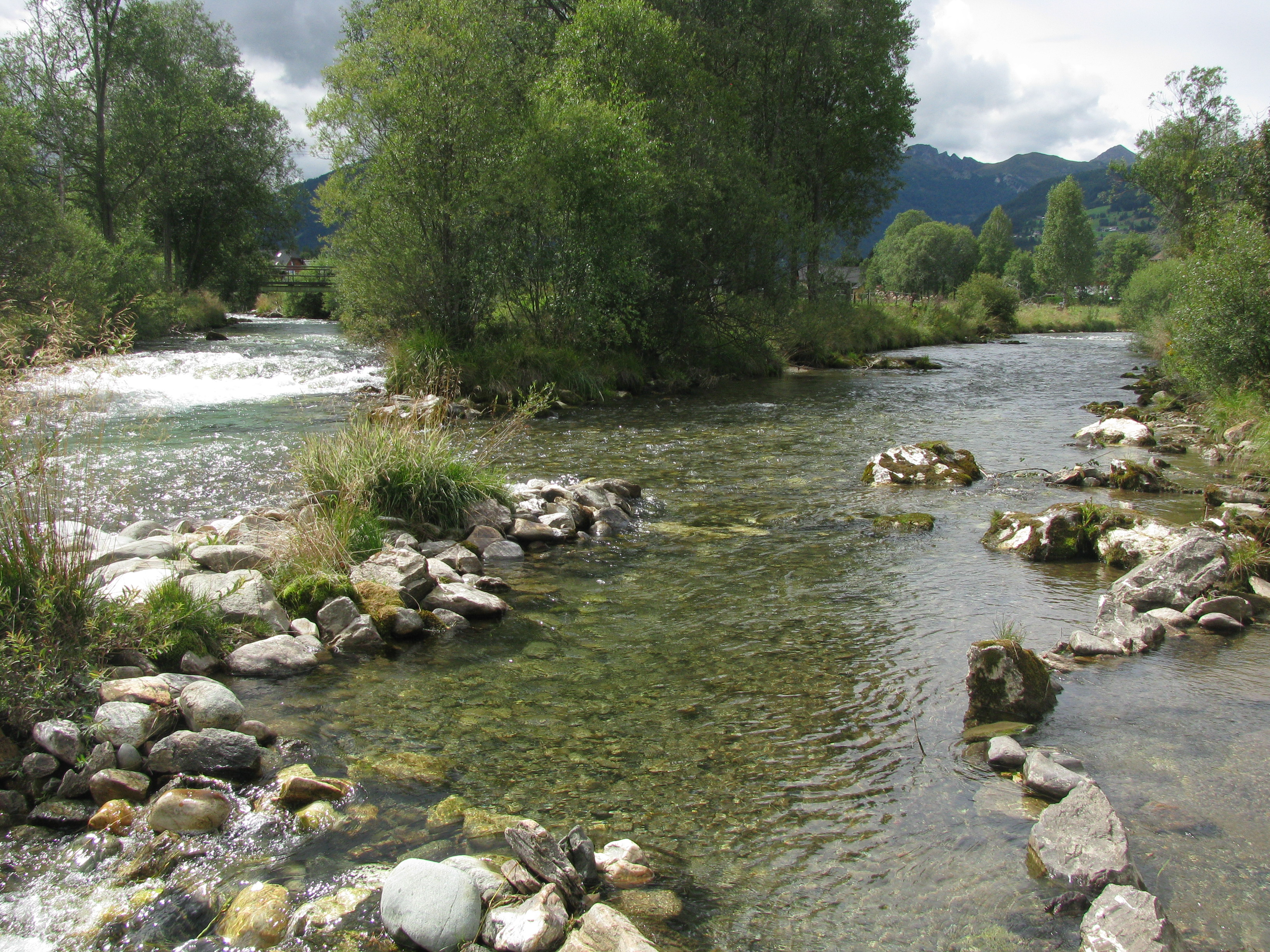
Einmündung der Lonka (rechts im Bild) in die Taurach